# Killing Is My Business... and Business Is Good!
Albums de Megadeth
"Peace Sells... but Who's Buying?"
(1986)
Killing Is My Business... and Business Is Good! est le premier album studio du groupe américain de thrash metal Megadeth, sorti en 1985. Au début de l'année 1985, le label Combat Records donna 8 000 $ au groupe pour qu'il enregistre et produise leur premier album. Cependant, après avoir dépensé plus de la moitié du budget accordé en alcool et en drogue, ils furent contraints de renvoyer leur producteur et de produire leur album eux-mêmes. Malgré la qualité modeste de la production et un son plutôt brut, l'album reçut un bon accueil et fut le sujet de nombreux articles de diverses publications musicales.
Killing Is My Business... and Business Is Good! joua un rôle essentiel dans l'établissement du thrash metal comme un authentique sous-genre du heavy metal en explorant des thèmes comme la violence, la mort ou même l'occultisme.
L'album contient une reprise controversée de Nancy Sinatra, parodiant la chanson These Boots Are Made for Walkin'.  La chanson fut retirée ensuite pour des questions de droits d'auteur sur les paroles modifiées. Elle a été par la suite réintégrée pour la version Deluxe de l'album, mais les passages incriminés sont censurés par des « biiip ». L'édition Deluxe a été complètement remixée et remastérisée avec des titres bonus et une pochette différente qui offre le visuel que Dave Mustaine souhaitait à l'origine, mais qui avait alors été boudé par sa maison de disque en 1985. Cette nouvelle édition a été publiée par Loud Records en 2002.
En 2018, l'album est remastérisé à nouveau pour une édition intitulée The Final Kill, avec des paroles réenregistrées pour These Boots, cette fois-ci les mêmes que la version originale de Nancy Sinatra. 
Tous les titres de l'album ont fréquemment été joués lors de la tournée initiale du groupe pour ensuite être progressivement remplacés par les nouvelles créations du groupe.
Le titre Mechanix, n'est autre que la version originale de The Four Horsemen de Metallica (la 2e piste du premier album du groupe, Kill 'Em All). Elle fut écrite par Dave Mustaine lorsqu'il faisait encore partie du groupe et ensuite été reprise pour le premier album de Metallica, avec un texte différent et un rythme plus lent que la version de Mustaine.

## Contexte de l'album
Dave Mustaine fut le guitariste soliste du groupe Metallica au commencement de la formation. Cependant, en raison de sa consommation excessive d'alcool, de sa toxicomanie, de son comportement violent et des différents conflits personnels avec James Hetfield et Lars Ulrich, il en fut remercié en 1983 après y avoir joué depuis la fin de 1981.
Deux mois plus tard, il fonde Megadeth avec le bassiste David Ellefson à Los Angeles. L'amertume de Mustaine fait naître en lui l'envie de jouer plus rapidement, plus "lourdement" que Metallica et ainsi pouvoir les surpasser.
À la suite de la recherche infructueuse d'un chanteur pendant près de six mois, Dave Mustaine décide d'en assumer le rôle lui-même, tout en étant l'auteur-compositeur principal, l'un des meneurs du groupe et l'un de ses guitaristes.
Au début de l'année 1984, Megadeth enregistre une démo de trois titres sous la direction de Karat Faye qui, faisant preuve de la force du groupe, amène le label indépendant New-Yorkais Combat Records à vouloir signer avec celui-ci la production du premier album. Au total, le label donnera 12 000 $ pour la réalisation de cet album qui sera mené à bien sans producteur, au Indigo Ranch Studio de Malibu en Californie.

## Sortie et promotion
L'illustration de l'album, représentant un crâne en plastique avec une plaque de métal couvrant ses yeux, n'était pourtant pas supposée être l'illustration originale. En effet, l'illustration proposée par Mustaine au label fut perdue et remplacée par une image improvisée, peu couteuse. L'idée que se faisaient Mustaine et Ellefson à l'époque, une représentation de Vic Rattlehead la mascotte du groupe, sera utilisée comme elle devait à l’origine pour la réédition (édition limitée) de l'album en 2009.
Megadeth commença les représentations avant même la sortie de l'album. Kerry King le guitariste de Slayer, jouera une courte période pour le groupe, du fait que Mustaine n'avait pas encore recruté de guitariste à plein temps.
L'influence du groupe prit de l’ampleur au cours de l'année 1985 avec une tournée traversant les États-Unis et le Canada pour la première fois, aux côtés du groupe canadien Exciter. Au cours de la tournée, Chris Poland, guitariste, décida de quitter le groupe. Cet événement força Mustaine à demander de l'aide à Mike Albert pour remplacer temporairement le poste de guitariste vacant. Poland revint à son poste en octobre 1985 pour l'enregistrement du prochain album (Peace Sells... but Who's Buying? en 1986).
À la suite de sa sortie, l'album sera le seul du groupe à ne pas apparaître dans le Billboard 200, étant donné le peu promotion, d'influence de la part de l'éditeur indépendant. Néanmoins, il est considéré comme l'album le plus vendu par Combat Records. Le label sera remplacé par Capitol Records l'année suivante, pour la production du second album.

## Musique et paroles
Le tempo des titres proposés par le groupe est souvent poussé à l’extrême, ce qui pour certains peut sembler difficile à apprécier, mais aussi l'un des meilleurs représentant du thrash metal pour d'autres.
L'album explore des sujets lyriques sombres tels que la mort, la violence et l'occultisme, ce qui a souvent été la cause d'accusations diverse. Le titre de l'album ainsi que ses paroles a ainsi conduit le groupe à être accusé de promouvoir le satanisme, ce qui a été catégoriquement nié par Mustaine et ce en affirmant que le groupe se garde consciemment à l'écart de l'image satanique.

## Liste des titres
Toutes les compositions sont de Dave Mustaine, excepté « These Boots » écrite par Lee Hazlewood.
| No | Titre                                                       | Durée |
| -- | ----------------------------------------------------------- | ----- |
| 1. | Last Rites / Loved to Deth                                  | 4:38  |
| 2. | Killing Is My Business... and Business Is Good!             | 3:02  |
| 3. | The Skull Beneath the Skin                                  | 3:42  |
| 4. | These Boots (certaines versions n'incluent pas cette piste) | 3:39  |
| 5. | Rattlehead                                                  | 3:39  |
| 6. | Chosen Ones                                                 | 2:50  |
| 7. | Looking Down the Cross                                      | 4:58  |
| 8. | Mechanix                                                    | 4:20  |

| 9.  | Last Rites / Loved to Deth (démo) | 4:38 |
| 10. | Mechanix (démo)                   | 3:00 |
| 11. | The Skull Beneath the Skin (démo) | 3:12 |

| The Final Kill (2018 reissue) | The Final Kill (2018 reissue)                                           | The Final Kill (2018 reissue) | The Final Kill (2018 reissue) | The Final Kill (2018 reissue) | The Final Kill (2018 reissue) | The Final Kill (2018 reissue) | The Final Kill (2018 reissue) | The Final Kill (2018 reissue) | The Final Kill (2018 reissue) |
| No                            | Titre                                                                   | Durée                         |                               |                               |                               |                               |                               |                               |                               |
| ----------------------------- | ----------------------------------------------------------------------- | ----------------------------- | ----------------------------- | ----------------------------- | ----------------------------- | ----------------------------- | ----------------------------- | ----------------------------- | ----------------------------- |
| 1.                            | Last Rites/Loved to Death                                               | 4:52                          |                               |                               |                               |                               |                               |                               |                               |
| 2.                            | Killing Is My Business... and Business Is Good!                         | 3:04                          |                               |                               |                               |                               |                               |                               |                               |
| 3.                            | The Skull Beneath the Skin                                              | 3:43                          |                               |                               |                               |                               |                               |                               |                               |
| 4.                            | Rattlehead                                                              | 3:40                          |                               |                               |                               |                               |                               |                               |                               |
| 5.                            | Chosen Ones                                                             | 2:54                          |                               |                               |                               |                               |                               |                               |                               |
| 6.                            | Looking Down the Cross                                                  | 4:59                          |                               |                               |                               |                               |                               |                               |                               |
| 7.                            | Mechanix                                                                | 4:23                          |                               |                               |                               |                               |                               |                               |                               |
| 8.                            | These Boots (vocals re-recorded with original Lee Hazlewood lyrics)     | 3:36                          |                               |                               |                               |                               |                               |                               |                               |
| 9.                            | Last Rites/Loved to Deth (live, 1987 London, UK)                        | 4:48                          |                               |                               |                               |                               |                               |                               |                               |
| 10.                           | Killing Is My Business... and Business Is Good! (live, 1986 Denver, CO) | 4:07                          |                               |                               |                               |                               |                               |                               |                               |
| 11.                           | The Skull Beneath the Skin (live, 1990 London, UK)                      | 3:35                          |                               |                               |                               |                               |                               |                               |                               |
| 12.                           | Rattlehead (live, 1987 Bochum, Germany)                                 | 4:04                          |                               |                               |                               |                               |                               |                               |                               |
| 13.                           | Chosen Ones (live, 1986 Denver, CO)                                     | 3:49                          |                               |                               |                               |                               |                               |                               |                               |
| 14.                           | Looking Down the Cross (live, 1986 Denver, CO)                          | 4:39                          |                               |                               |                               |                               |                               |                               |                               |
| 15.                           | Mechanix (live, 1986 Denver, CO)                                        | 3:46                          |                               |                               |                               |                               |                               |                               |                               |
| 16.                           | Last Rites/Loved to Deth (demo)                                         | 4:15                          |                               |                               |                               |                               |                               |                               |                               |
| 17.                           | The Skull Beneath the Skin (demo)                                       | 3:12                          |                               |                               |                               |                               |                               |                               |                               |
| 18.                           | Mechanix (demo)                                                         | 4:00                          |                               |                               |                               |                               |                               |                               |                               |
| 71:53                         |                                                                         |                               |                               |                               |                               |                               |                               |                               |                               |

## Composition du groupe
- Dave Mustaine - chants, guitare rythmique, guitare solo, piano.
- David Ellefson - basse, chœurs.
- Chris Poland - guitare rythmique, guitare solo
- Gar Samuelson - batterie, timbales (Rattlehead)